# Dalarnas Sjukvårdsparti
Dalarnas Sjukvårdsparti (DSP) är ett regionalt politiskt parti i Region Dalarna. Partiet har varit representerat i regionfullmäktige (tidigare landstingsfullmäktige) sedan valet 2006.
Efter valet 2018 var Dalarnas Sjukvårdsparti med och styrde i regionen tillsammans med Moderaterna, Kristdemokraterna, Liberalerna, Centerpartiet och Miljöpartiet - i en allians benämnd "Dalasamverkan".
Partiet fortsatte ingå i styret efter valet 2022, fast då i en ny koalition tillsammans med Socialdemokraterna, Centerpartiet och Kristdemokraterna.
Lisbeth Mörk-Amnelius är regionråd för partiet.

## Valresultat
| År   | Röster | Procent | Mandat |
| ---- | ------ | ------- | ------ |
| 2006 | 6 318  | 3,86 %  | 3 / 83 |
| 2010 | 6 351  | 3,66 %  | 3 / 83 |
| 2014 | 8 265  | 4,56 %  | 4 / 83 |
| 2018 | 13 170 | 7,05 %  | 6 / 83 |
| 2022 | 9 703  | 5,28 %  | 5 / 83 |